# Dolores Jiménez y Muro

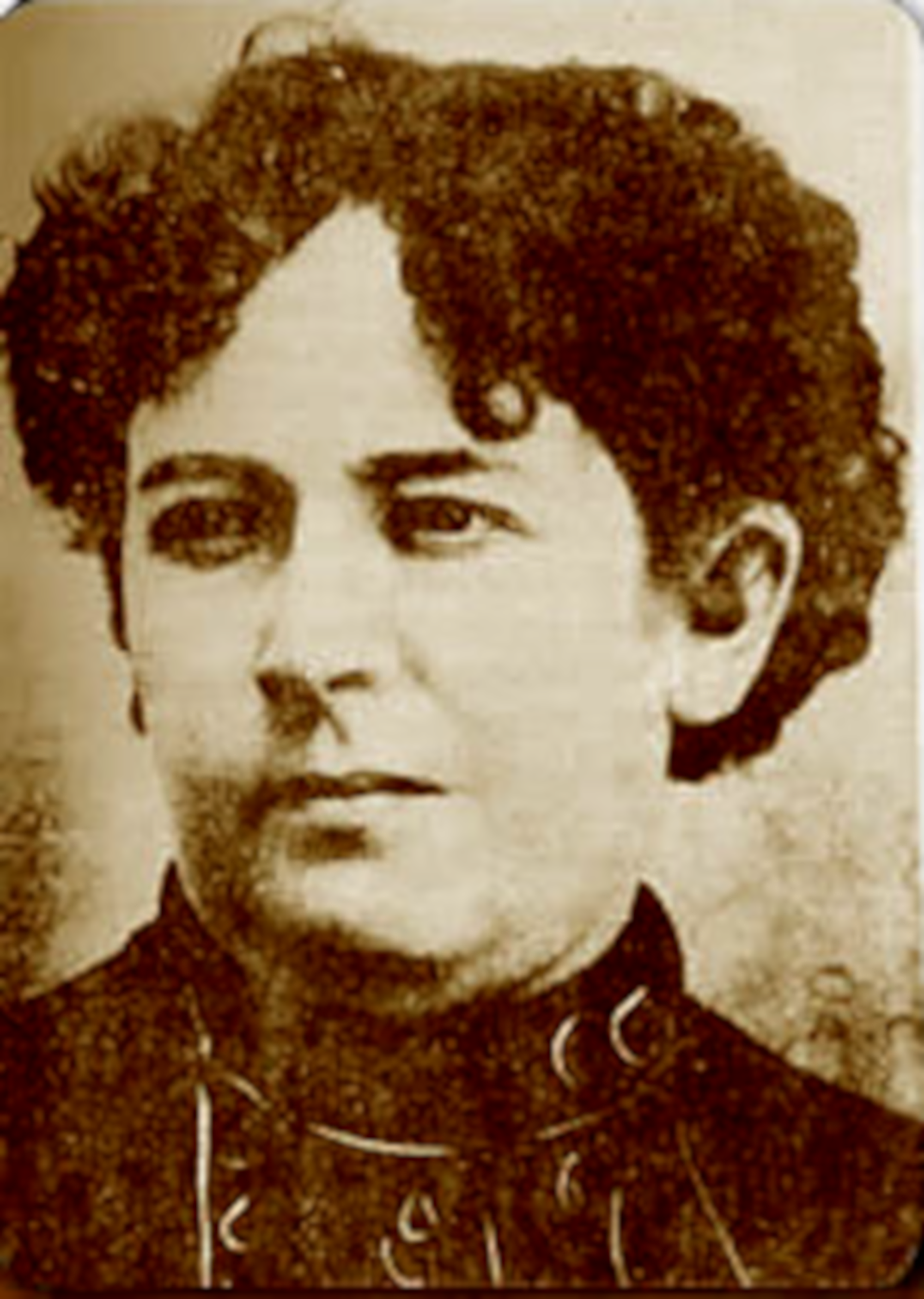
Dolores Jiménez y Muro (um 1908)

Dolores Jiménez y Muro (* 7. Juni 1848 in Aguascalientes; † 15. Oktober 1925 in Mexiko-Stadt) war eine Schriftstellerin und Kämpferin für soziale Gerechtigkeit in den Jahren vor und nach der Mexikanischen Revolution (1910–1920). Sie unterstützte die sozialen und politischen Forderungen von Emiliano Zapata.

## Biografie
Dolores Jiménez y Muro entstammte einer gebildeten und liberal eingestellten rein spanischen Beamtenfamilie. Im Alter von neun Jahren zog die Familie nach San Luis Potosí um. Bereits früh entdeckte sie ihr Interesse an Literatur. Ende des 19. Jahrhunderts schloss sie sich der Partido Liberal Mexicano (PLM) an, deren vorrangiges Ziel der geheime Kampf gegen den Diktator Porfirio Díaz (reg. 1876/77–1880 und 1884–1911) war. Sie entwickelte den sozialrevolutionären Plan Político y Social de Tacubaya, der u. a. eine Landverteilung an die Bauern, Lohnerhöhungen und Arbeitszeitkürzungen vorsah. Darüber hinaus engagierte sie sich für Frauenrechte und verfasste entsprechende Artikel in der Zeitschrift La Mujer Mexicana.
Im Jahr 1913 fanden ihre Schriften und Ansichten die Aufmerksamkeit von Emiliano Zapata, mit dem sie bis zu seiner Ermordung am 10. April 1919 zusammenarbeitete. Das Jahr 1914 verbrachte sie größtenteils im Gefängnis.